# Campbell's Soup Cans
Campbell's Soup Cans is een 32-delig werk van Andy Warhol dat zich bevindt in het Museum of Modern Art in New York.
In juli en augustus van 1962 stelde Warhol voor het eerst zijn doeken met soepblikken van Campbell tentoon. Dit gebeurde in de Ferus Gallery in Los Angeles. Hij had voor deze serie 32 kleine schilderijen gemaakt die hij presenteerde alsof het om conserven in een supermarkt ging. Deze tentoonstelling wordt gezien als de eerste manifestatie van popart aan de Westkust van de Verenigde Staten.

## De werken
De werken zijn grotendeels hetzelfde, met uitzondering van de aanduiding van de soepsoort die telkens verschilt.
De werken werden op gelijke afstand van elkaar opgesteld. Hij ging te werk volgens Product Placement waar de conserven een commercieel georiënteerd en esthetisch standpunt innemen.
Elk werk was een product van gemengde technieken die deels met de hand en deels met een machine werden uitgevoerd. Ondanks vele gelijkenissen tussen de werken waren er ook verschillen. Zo stond elk exemplaar voor een andere smaak, hetgeen individuele accenten zette in het homogene geheel.
Warhol tekende en schilderde meerdere series soepblikken. Er zijn in zijn loopbaan drie periodes aan te wijzen waarin hij zich uitputtend met dit thema bezighield.

## Interpretatie
De expositie van de 32 werken had een provocerend karakter, dit door het platvloerse motief en stereotiepe weergave maar ook door de gelijkstelling van kunstgalerij en supermarkt en dus de gelijkstelling van kunst- en levensmiddelenhandel.
De maatschappelijke context waarin de werken zich ontwikkelen was even belangrijks als zijn specifieke onderwerp. De onderwerpen die Warhol verwerkte in zijn werken hadden ook een maatschappelijke achtergrond. Alle industriële producten waaraan Warhol een status van kunst aan verleende, drukten een stempel op het leven van de Amerikaanse middenklasse. hierover zei hij:
"Wat zo fantastisch is, is dat Amerika een traditie heeft ingesteld waarin de rijkste consumenten in principe dezelfde dingen kopen als de armste".
Het doel van Warhol was om dit ook te bereiken met kunst door middel van gestandaardiseerde productiemethoden.